# Les Cobayes (film, 1979)
Pour les articles homonymes, voir Les Cobayes (homonymie).
Pour plus de détails, voir Fiche technique et Distribution.
Les Cobayes (De proefkonijnen) est un film dramatique belge écrit et réalisé par Guido Henderickx et sorti en 1979.
Le film met en vedette Jan Decleir, Peter Faber et Chris Lomme.

## Synopsis
Une substance toxique est libérée lors d'un accident industriel chez Chemics International. Il y a des morts et de nombreux blessés, et la direction et le gouvernement minimisent l'affaire. Ni la presse ni les syndicats ne défendent les travailleurs infectés. L'un des meilleurs amis de Jef et Herman meurt également, après quoi les deux tentent de faire connaître la vérité.

## Fiche technique
- Titre original : De proefkonijnen
- Titre français : Les Cobayes
- Réalisation : Guido Henderickx
- Scénario : Guido Henderickx, Piet Pirijns
- Photographie : Dominique Deruddere, Yetty Faes, Walther van den Ende, Albert van der Wildt
- Montage : Magda Reypens, Ludo Troch
- Musique : Alain Pierre
- Production :
- Sociétés de production :
- Direction artistique : Luke Allaert, Jean-Claude Block, Philippe Graff
- Pays de production : Belgique
- Langue originale : néerlandais
- Format : couleur
- Genre : drame
- Durée : 88 minutes
- Dates de sortie[1] :
  - Belgique : 1979

## Distribution
- Bert Abspoel :
- Doris Arden :
- Juliette Van de Sompel : W.C.-madame
- Jan Decleir : Jef
- Yvonne Delcour : la mère
- Peter Faber : Herman
- Lia Lee :
- Chris Lomme : Ann
- Filip van Luchene : Bob
- Vic Moeremans : Trainer
- An Nelissen : Rita
- Wim van den Brink : le père
- Dries Wieme : Georges